# Шьёэнг, Магнус
Магнус Смельхус Шьёэнг (норв. Magnus Smelhus Sjøeng; род. 23 марта 2002) — норвежский футболист, вратарь клуба «Волеренга».

## Клубная карьера
Шьёэнг — воспитанник клуба «Волеренга». 29 июня 2022 года в поединке Кубка Норвегии против «Будё-Глимт» Магнус дебютировал за основной состав. 10 июля в матче против «Кристиансунна» он дебютировал в Элитсерии.